# Masa Perttilä
Masa Perttilä, né le 21 janvier 1896 à Isokyrö et mort le 12 mai 1968 dans la même municipalité, est un lutteur finlandais, spécialiste de lutte gréco-romaine.

## Palmarès
- Jeux olympiques de 1920 à Anvers (Belgique)
  -  Médaille de bronze dans la catégorie poids moyens.